# Osinów Dolny
Osinów Dolny [ɔˈɕinuf ˈdɔlnɨ] (tiếng Đức: Niederwutzen) là khu định cư ở phía tây của Ba Lan, trong khu hành chính của Gmina Cedynia, thuộc Hạt Gryfino, West Pomeranian Voivodeship, ở phía tây bắc Ba Lan, ở biên giới với Đức. Nó nằm khoảng 6 kilômét (4 mi) phía tây nam Cedynia, 50 km (31 mi) phía tây nam Gryfino và 70 km (43 mi) về phía tây nam của thủ đô khu vực Szczecin.
Ngôi làng có dân số 180 người. Đây là địa điểm của một cửa khẩu biên giới với Hohenwutzen, trên con đường nối thị trấn Chojna của Ba Lan (trước đây là Königsberg ở der Neumark) với Bad Freienwalde ở bang Brandenburg, Đức. Để biết thêm về lịch sử của khu vực, xem Tháng ba mới.
Trước năm 1945, khu vực này là một phần của Đức thuộc tỉnh Brandenburg (Vùng Frankfurt) thuộc Phổ. Đã từng có một nhà máy giấy có tầm quan trọng nhỏ trong khu vực kinh doanh tại đây từ năm 1936 đến 1939. Nhà máy giấy đã bị đóng cửa; ngày nay các cấu trúc còn lại của nó được sử dụng như một thị trường.
Ngôi làng có rất nhiều hoạt động kinh doanh từ người Đức, những người qua biên giới để mua sản phẩm và dịch vụ với giá rẻ hơn ở Đức. Khi cửa khẩu biên giới được mở vào năm 1993, hàng ngàn người Đức đã đổ về làng để tìm kiếm hàng hóa rẻ tiền và đổ đầy bình xăng của họ, tận dụng mức giá nhiên liệu rẻ hơn. Trong những năm gần đây, nó được gọi đùa là "Ngôi làng của các thợ làm tóc" (Dorf der Friseure), do hơn một nửa cư dân trong làng là thợ làm tóc, chủ yếu nhắm vào người Đức muốn cắt tỉa giá rẻ.